# Kanika Kapoor
Kanika Kapoor (Lucknow, 21 agosto 1978) è una cantante indiana, vincitrice del premio Filmfare e IIFA come migliore cantante.

## Biografia
Kapoor è nata e cresciuta a Lucknow e ha completato gli studi presso il Loreto Convent Lucknow. Nel 1997 ha sposato l'uomo d'affari Raj Chandok e si è trasferita a Londra, dove ha dato alla luce tre bambini. Dopo il divorzio da Raj nel 2012, si è trasferita a Mumbai per diventare una cantante. La prima canzone di Kapoor Jugni Ji (2012). Nel 2014 ha iniziato la sua carriera di cantante a Bollywood con la canzone Baby Doll per il film Ragini MMS 2. Alla sua uscita, "Baby Doll" ha scalato le classifiche e Kapoor ha ricevuto molte recensioni positive dalla critica e numerosi riconoscimenti per il suo stile di canto, tra cui nel 2015 il Filmfare Award come miglior cantante femminile.
Kapoor ha successivamente cantato altre canzoni del cinema hindi, tra cui "Lovely" e "Kamlee" per il film Happy New Year. La canzone "Da Da Dasse" del film Udta Punjab (2016) le è valsa diversi premi e nomination come miglior cantante, dopo di che ha interpretato altre canzoni tra cui "Hug Me" di Beiimaan Love (2016), "Luv Letter" dal film The Legend of Michael Mishra (2016) e "Beat Pe Booty" del film A Flying Jatt (2016), che le hanno valso un grande successo.

## Premi e riconoscimenti
- Premio Filmfare per la migliore cantante femminile 2015
- Premio IIFA per la migliore cantante femminile 2015[3] e 2017[4]